# Kulanyrchva
Kulanyrchva (abchazsky Ҟәланырхәа, gruzínsky ყულანურხვა – Kulanurchva) je vesnice v Abcházii, v okrese Gudauta na pobřeží Černého moře. K okresnímu městu Gudauta těsně přiléhá směrem od východu a severovýchodu. Obec sousedí na západě s Lychny a s Gudautou, na severu s Durypšem a s Ačandarou, na východě s Abgarchukem, od kterého ji oddělují řeky Aapsta a Čbaarta. Kulanyrchvu protíná silnice spojující Rusko se Suchumi.
Oficiálním názvem obce je Vesnický okrsek Kulanyrchva (rusky Куланырхвинская сельская администрация, abchazsky Ҟәланырхәа ақыҭа ахадара). Za časů Sovětského svazu se okrsek jmenoval Kulanyrchvinský selsovět (Куланырхвинский сельсовет).
Součástí obce Kulanyrchva jsou tyto okolní vesničky: Abgavjara / Kulanyrchva Agu (Абгаҩара / Ҟәланырхәа агәы), Adeigvara (Адеигәара), Arvita (Арҩҭа), Ačkyca (Ачкыҵа / Аџькыҵа), Osiaa Rchu (Осиаа Рхәы), Tamkvač Igvarvja (Ҭамкәач Игәаҩа), Tasrakva (Ҭасраҟәа) a Cvyšaa Rchu / Cvyšaa Rchuku (Цәышаа Рхәы / Цәышаа Рхәықә).

## Historie
Až do 50. let 20. století nebyla Kulanyrchva samostatnou obcí a do roku 1992 nesla název Kulanurchva (abchazsky Куланурхәа). Od 50. let obec vyrostla tak, že srostla s Gudautou. Na hlavní silnici chybí cedule ohraničují obě sídla a architektura budov i tamních hospodářství při hranici obcí je prakticky totožná, tedy je pro nemístní lidi těžké rozeznat, zda se nachází ještě v Gudautě nebo už v Kulanyrchvě.

## Obyvatelstvo
Dle nejnovějšího sčítání lidu z roku 2011 je počet obyvatel této obce 1358 a jejich složení následovné:
- 1280 Abchazů (94,3 %)
- 53 Arménů (3,9 %)
- 25 ostatních národností (1,8 %)

Před válkou v Abcházii žilo v obci bez přičleněných vesniček 92 obyvatel. V celém Kulanyrchvinském selsovětu žilo 1662 obyvatel.